# N'Dri Philippe Koffi
N'Dri Philippe Koffi, né le 9 mars 2002 à Abidjan en Côte d'Ivoire, est un footballeur ivoirien. Il évolue au poste d'attaquant au Ħamrun Spartans FC.

## Biographie

### Enfance et formation
Né à Abidjan en Côte d'Ivoire, N'Dri Philippe Koffi fait ses débuts dans la Sarthe, aux Jeunesses sportives de Coulaines puis au Mans FC, où il remporte la Coupe des Pays de la Loire face à Laval. En 2017, il s'essaie au futsal avec les U15 de la Ligue des Pays de la Loire.
Il intègre le centre de formation du Stade lavallois en 2017. Ailier rapide et technique, il est champion de son groupe de U17 nationaux en 2018 sous la houlette de Stéphane Moreau. La saison suivante, il est parfois surclassé en U19. Au total, il score à vingt reprises en vingt matches en Mayenne.

### Stade de Reims (2019-2023)
Il rejoint le Stade de Reims en juillet 2019, lorsque le club mayennais perd son statut professionnel. Son contrat porte sur trois ans. Il débute avec Hugo Ekitike dans le championnat régional U18 et joue avec lui un seizième de finale de Coupe Gambardella face au Paris SG.
Il joue son premier match au niveau professionnel lors d'une rencontre de Ligue 1 le 12 septembre 2021, contre le Stade rennais FC. Il entre en jeu à la place de Hugo Ekitike et se fait remarquer en inscrivant son premier but en professionnel après seulement huit minutes. Il participe à la victoire des siens (0-2), la première de la saison pour le club champenois. Habitué de l'équipe réserve dont il est un élément prépondérant, il totalise quatre buts sur ses cinq derniers matches en N2 lorsqu'il signe le 13 octobre 2021 son premier contrat professionnel de trois ans avec le Stade de Reims,. Koffi intègre alors de façon définitive l'équipe première, avec laquelle il apparait une douzaine de fois en quatre mois.

#### Prêts au Mans et au Portugal (2022-2023)
De janvier 2022 à juin 2023, Koffi est prêté à deux reprises au Paços de Ferreira, club de D1 portugaise, partenaire du Stade de Reims, afin de parfaire sa progression et gagner en temps de jeu. Lors de son premier prêt de six mois, une fracture de la cheville met prématurément un terme à sa saison en février. Il termine sa convalescence à Reims et reprend le chemin des terrains avec le groupe d'Óscar García  à l'été 2022. Lors de son deuxième prêt, il se révèle assez efficace malgré un temps de jeu moyen : en 708 minutes de jeu il est l'auteur de deux buts et d'une passe décisive.
En janvier 2023 il est rappelé de son prêt par le Stade de Reims, avant d'être prêté pour six mois au Mans FC, club de National.

### FC Sochaux-Montbéliard
N'Dri Philippe Koffi signe un contrat de deux saisons avec Sochaux le 21 août 2023.
Koffi inscrit son premier but pour Sochaux le 8 septembre 2023, lors d'un match de championnat face au SAS Epinal. Titulaire, il ouvre le score en transformant un penalty, et participe à la victoire de son équipe par trois buts à zéro.

## Style de jeu
N'Dri Philippe Koffi peut évoluer à tous les postes de l'attaque mais c'est un numéro 9 de formation. Sa principale caractéristique est la vitesse. Doté d'une bonne vision du jeu, il est perfectible dans son jeu de tête et ses appels. Il est droitier.

## Statistiques
| Saison                | Club                   | Championnat           | Championnat | Championnat | Championnat | Coupe(s) nationale(s) | Coupe(s) nationale(s) | Coupe(s) nationale(s) | Compétition(s) continentale(s) | Compétition(s) continentale(s) | Compétition(s) continentale(s) | Compétition(s) continentale(s) | Total | Total | Total |
| Saison                | Club                   | Division              | M.          | B.          | P.d.        | M.                    | B.                    | P.d.                  | Comp.                          | M.                             | B.                             | P.d.                           | M.    | B.    | P.d.  |
| 2021-2022             | Stade de Reims         | Ligue 1               | 10          | 1           | 0           | 2                     | 0                     | 0                     | -                              | -                              | -                              | -                              | 12    | 1     | 0     |
| 2021-2022             | Paços de Ferreira      | Liga NOS              | 3           | 0           | 0           | -                     | -                     | -                     | -                              | -                              | -                              | -                              | 3     | 0     | 0     |
| 2022-2023             | Paços de Ferreira      | Liga NOS              | 12          | 2           | 1           | 3                     | 0                     | 0                     | -                              | -                              | -                              | -                              | 15    | 2     | 1     |
| Sous-total            | Sous-total             | Sous-total            | 15          | 2           | 1           | 3                     | 0                     | 0                     | -                              | -                              | -                              | -                              | 18    | 2     | 1     |
| 2022-2023             | Le Mans FC             | National              | 16          | 3           | 1           | -                     | -                     | -                     | -                              | -                              | -                              | -                              | 16    | 3     | 1     |
| 2023-2024             | FC Sochaux-Montbéliard | National              | 18          | 2           | 2           | 6                     | 1                     | 2                     | -                              | -                              | -                              | -                              | 24    | 3     | 4     |
| 2024-2025             | FC Sochaux-Montbéliard | National              | 1           | 0           | 0           | -                     | -                     | -                     | -                              | -                              | -                              | -                              | 1     | 0     | 0     |
| Sous-total            | Sous-total             | Sous-total            | 19          | 2           | 2           | 6                     | 1                     | 2                     | -                              | -                              | -                              | -                              | 25    | 3     | 4     |
| Total sur la carrière | Total sur la carrière  | Total sur la carrière | 60          | 8           | 4           | 11                    | 1                     | 2                     | -                              | -                              | -                              | -                              | 71    | 9     | 6     |